# Mount
mount je v informatice příkaz používaný k připojení souborového systému, který je umístěn na zadaném zařízení  (diskovém svazku, např. DVD, USB flash disk atd.) do adresáře se zadanou cestou. Tento příkaz je dostupný na všech unixových systémech. Jeho protikladem je příkaz umount, který souborový systém odpojí.

## Charakteristika
Příkaz mount dává operačnímu systému pokyn, že má připojit souborový systém do daného adresáře (adresářové cesty). Po připojení mohou uživatelé přistupovat k souborovým systémům, složkám, souborům, zařízením a speciálním souborům uloženým na připojeném souborovém systému. Pokud adresář, do kterého byl souborový systém připojen, nebyl prázdný, nebude jeho obsah po dobu připojení dostupný (ale nesmaže se). Odpojení souborového systému je prováděno pomocí příkazu umount, který způsobí odpojení souborového systému od jeho přípojného bodu (výše zmíněného adresáře). Nosič souborového systému pak může být z počítače odstraněn (např. USB flash disk). Příkaz umount je důležité před odstraněním souborového systému z počítače vždy použít, protože změny provedené v souborovém systému (souborech, adresářích) mohou být zatím uloženy jen v cache a teprve příkaz umount způsobí skutečné zapsání těchto informací do odpojovaného souborového systému.

## Použití
Běžní uživatelé mohou připojovat jen zařízení uložená v souboru /etc/fstab, u nichž je volbou user definováno, že mohou být připojena i běžným uživatelem, přičemž syntaxe je mount ADRESÁŘ, kde ADRESÁŘ je adresář definovaný jako přípojné místo v souboru /etc/fstab (například je definováno, že uživatelé mohou připojovat CD-ROM mechaniky, diskety, flash paměti apod.).
Uživatel root může připojit jakékoli zařízení, syntaxe je mount -t TYP CO KAM.
- TYP je typ souborového systému na daném zařízení (např. ext3, vfat, …) nebo auto, což znamená, že se souborový systém rozpozná automaticky
- CO je cesta k souboru symbolizujícímu dané zařízení (většinou v adresáři /dev, např. /dev/sda1)
- KAM je adresář na který se zařízení připojí (tento adresář musí existovat)

### Příklad
Následující příkaz připojí jednotku CD-ROM (připojenou na primárním IDE kanálu jako Slave) do adresáře /mnt/cdrom. Výběr typu souborového systému je ponechán na jádře (typ auto znamená, že se jádro pokusí zjistit, jaký je na zařízení použit systém souborů – parametr automatické detekce je obvykle možné vynechat):
```
$ mount -t auto /dev/hdb /mnt/cdrom
```